# Arenys de Munt
Pour les articles homonymes, voir Arenys.
Arenys de Munt est une commune de la province de Barcelone, en Catalogne, en Espagne, de la comarque de Maresme.

## Personnalités
- Enric Catà (1878-1937), architecte[1]